# 克瓦爾山
13°27′48″S 71°45′19″W / 13.46333°S 71.75528°W
克瓦爾山（Qhiwar），是秘魯的山峰，位於該國南部庫斯科大區，由卡爾卡省的聖薩爾瓦多區負責管轄，屬於安地斯山脈的一部分，海拔高度約4,400米。